# Louisa Lawson
Louisa Lawson, född 17 februari 1848 i Gulgong, New South Wales, död 12 augusti 1920 i Gladesville, New South Wales, var en australisk feminist. Hon var mor till Henry Lawson.
Efter att ha lämnat sin make 1883 var Lawson verksam inom radikala och feministiska grupper. Hon grundade Dawn Club i Sydney i syfte att verka för hälsa, nykterhet, social renhet, dräktreform och kvinnlig rösträtt. Hon var redaktör för tidningen The Dawn 1889–1906 och insisterade, trots motstånd från fackföreningar, på att den skulle produceras helt av kvinnor. I övrigt grundade hon bland annat Darlinghurst Hostel for Working Girls.